# Ugo Foscolo
Pour les articles homonymes, voir Foscolo.
Niccolò Ugo Foscolo, né le 6 février 1778 sur l'île de Zante (alors dans la république de Venise, désormais en Grèce), mort le 10 septembre 1827 à Turnham Green, Londres, Angleterre, est un écrivain et poète italien.

## Biographie

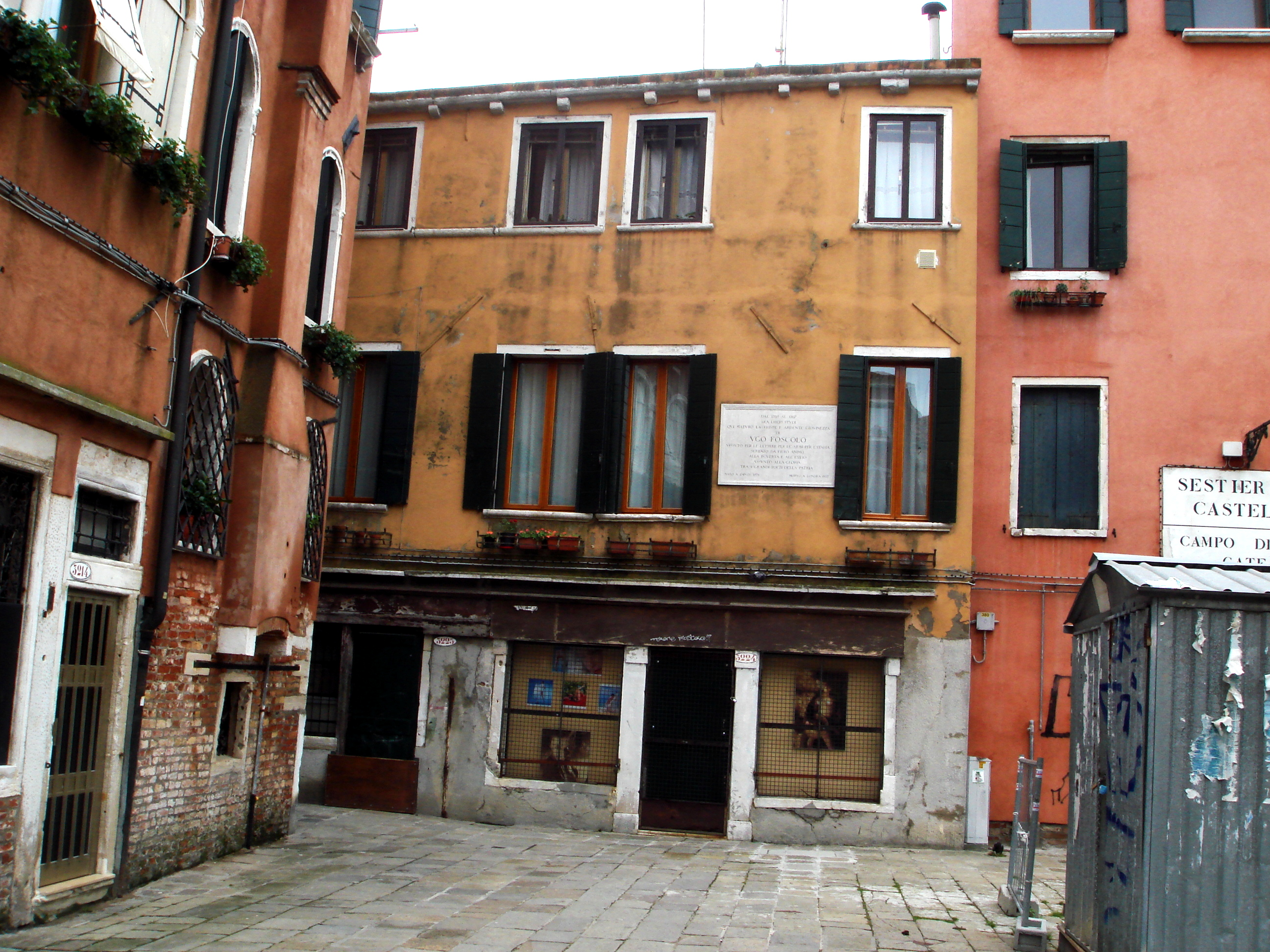
Maison de Foscolo à Venise

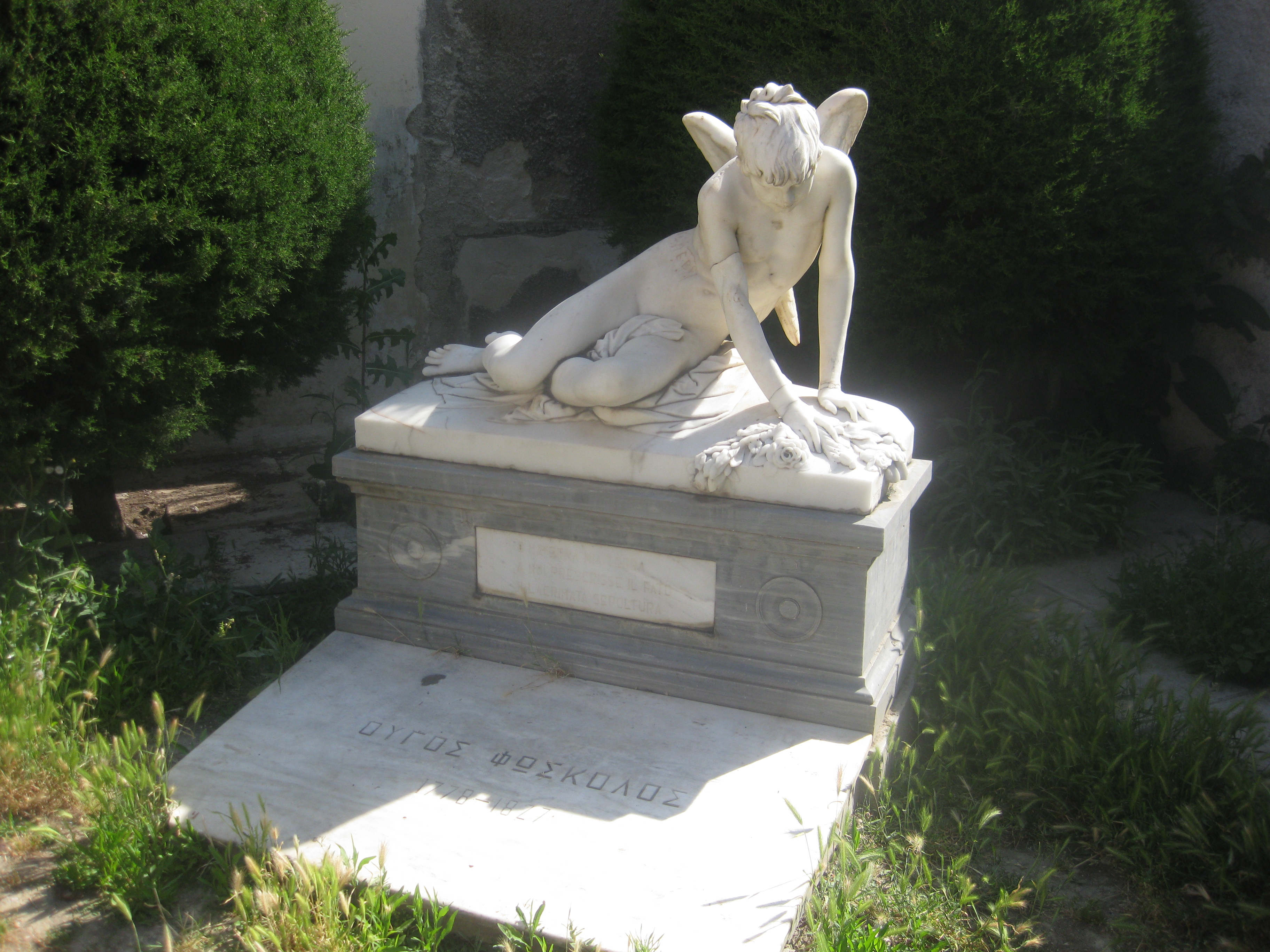
Monument à Foscolo à Zante

Ugo Foscolo, de son vrai prénom, Niccolò, est né sur l'île de Zante, alors possession vénitienne, d'un père vénitien, Andrea Foscolo, noble désargenté, médecin à Split, en Dalmatie, et d'une mère grecque, Diamantin Spathis.
Il réalise ses premières années d'études auprès du séminaire de l’archevêché de Split.
En 1792, à la mort de son père la famille s'installe à Venise. Niccolò Foscolo complète ses études à l'Université de Padoue. Il y perfectionne sa connaissance du grec ancien et moderne, du latin et des écrivains italiens et étrangers ainsi que des philosophes, dont notamment Rousseau. Parmi ses professeurs, l'abbé Melchiorre Cesarotti qui devient son ami et exerce une grande influence sur ses choix littéraires.
En 1795, pour des raisons mal connues, Niccolò décide de changer son prénom en Ugo, peut-être en hommage à Nicolas-Jean Hugou de Bassville, appelé Ugo di Basseville en italien, républicain français assassiné à Rome en 1793, à qui Vincenzo Monti dédia son poème La Bassvilliana. Avec l'arrivée des Français et sous l'influence des idées jacobines, il s'engage dans la politique et devient suspect aux yeux des autorités vénitiennes. En 1797, Ugo Foscolo publie une tragédie pleine de fureur libérale, Thyeste (Tieste ), qui lui apporte un certain succès.
Il participe activement aux discussions qui suivent la chute de la république de Venise (12 mai 1797) et adresse une ode à Napoléon Bonaparte (A Bonaparte liberatore), attendant de lui qu'il mette fin à l'oligarchie vénitienne et crée une véritable république libre. Le traité de Campo Formio (17 octobre 1797), par lequel Napoléon donne Venise aux Autrichiens, est un choc pour Ugo Foscolo, mais ne détruit pas totalement ses espoirs.
En 1797, il part pour Milan où il se lie avec Parini et Monti. Il tombe amoureux de la femme de ce dernier, Teresa Pikler. L'année suivante, il s'installe à Bologne où il collabore au journal fondé par son frère Giovanni. C'est là qu'il commence à rédiger son roman épistolaire Les Dernières Lettres de Jacopo Ortis (Ultime lettere di Jacopo Ortis), considéré comme une version plus politique des Souffrances du jeune Werther de Goethe. L'histoire est inspirée de faits réels : Jacopo Ortis était un jeune étudiant de Padoue qui se suicida pour des raisons proches de celles évoquées par Ugo Foscolo.
Toujours persuadé que son pays serait libéré par Napoléon, Ugo Foscolo s'enrôle dans la garde nationale. Il participe à la bataille de Marengo, de  Trebbia et au siège de Gênes où il est blessé et fait prisonnier. C'est dans cette période qu'il modifie son ode à Napoléon libérateur, l'exhortant à ne pas se transformer en tyran et évoquant l'unité Italienne, héritière de l'Empire romain. Après sa libération, il est envoyé en mission dans plusieurs villes italiennes, dont Florence où il tombe amoureux d'Isabella Roncioni.
En 1801, il retourne à Milan. Les années qui suivent sont une période d'intense activité littéraire : il fait les dernières corrections de son Jacopo Ortis, compose des odes, dont celle à Luigia Pallavicini, commence une traduction de l'Iliade et du Voyage Sentimental de Laurence Sterne. Il participe aussi à l'élaboration d'un rapport proposant à Napoléon un nouveau modèle de gouvernement d'une Italie unifiée.
En 1804, en tant que capitaine d'infanterie, il doit rejoindre Valenciennes. Il y rencontre, Lady Fanny Hamilton, une anglaise dont il a une fille, Mary, surnommée Floriana. Il retourne à Milan en 1806. L'année suivante, il publie Dei sepolcri. Il obtient la chaire d'éloquence à l'université de Pavie. Son discours inaugural en janvier 1809 où il propose à ses jeunes compatriotes de considérer la littérature dans une perspective nationaliste, ne plaît pas à Napoléon. Par décret, toutes les chaires d'éloquence sont supprimées en Italie.
Le 9 décembre 1811, sa tragédie L'Ajace ( Ajax ) est jouée à la Scala de Milan, où elle est aussitôt interdite par la censure en raison de ses allusions à Napoléon. En août 1812 il s'installe en Toscane, à Florence. Il fréquente le salon de la Comtesse d'Albany, compose une autre tragédie, Ricciarda, écrit son Ode aux Grâces, et termine sa traduction du Voyage Sentimental de Sterne.
En décembre 1813, après la défaite de Napoléon à Leipzig, il retourne à Milan et reprend son poste dans l'armée pour défendre le royaume d'Italie. L'arrivée des Autrichiens lui fait perdre tout espoir d'une Italie indépendante. L'obligation de prêter serment au nouveau régime lui fait quitter l'Italie, le 31 mars 1815.
Il part pour la Suisse, où il publie, en 1816 à Zurich, l'Ipercalisse, la troisième édition de Jacopo Ortis, ainsi qu'un Discours sur la servitude de l'Italie qui sera publié à titre posthume. À Milan, des rumeurs lui attribuent une liaison avec Matilde Dembowski, qui serait partie le rejoindre en Suisse après avoir quitté son mari. Rumeurs infondées selon le témoignage de leur correspondance. Les autorités autrichiennes insistant pour son extradition, il part pour l'Angleterre en septembre 1816 grâce à l'aide de l'ambassadeur britannique à Berne.

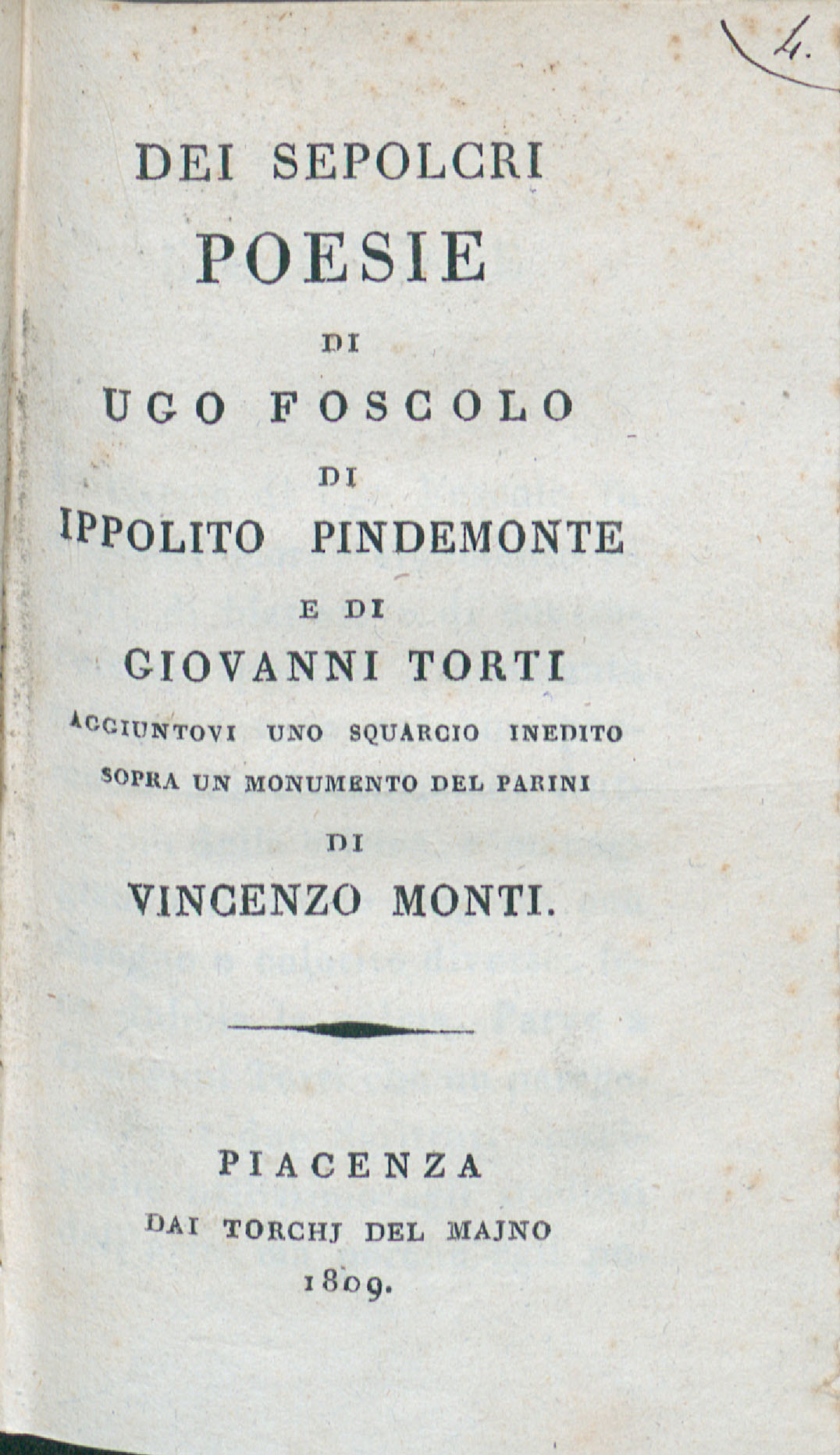
Dei sepolcri, 1809

À Londres, sa célébrité lui vaut un accueil favorable. Il se consacre à l'écriture et au journalisme : il collabore à l'Edinburgh Review, au Quaterley Review, écrit des essais sur les sonnets de Pétrarque. Des soucis financiers l'amènent en prison pour dette en 1824. Lorsqu'il est relâché, il se cache sous de faux noms pour échapper à ses créanciers. Pendant ces dernières années, sa fille naturelle Floriana s'occupe de lui. Malade, probablement de la tuberculose, il meurt le 10 septembre 1827 à Turnahm Green. Il est enterré au cimetière de Chiswick.
Ses restes sont transférés en 1871 à Florence. Des funérailles nationales sont organisées. Il rejoint dans la basilique de Santa Croce les monuments de Machiavel, Michel-Ange et Galilée, le panthéon italien qu'il avait célébré dans Dei Sepolcri.
Comme plusieurs intellectuels de son époque, Foscolo fut franc-maçon, initié dans la Loge "Reale Amalia Augusta" de Brescia.

## Œuvres

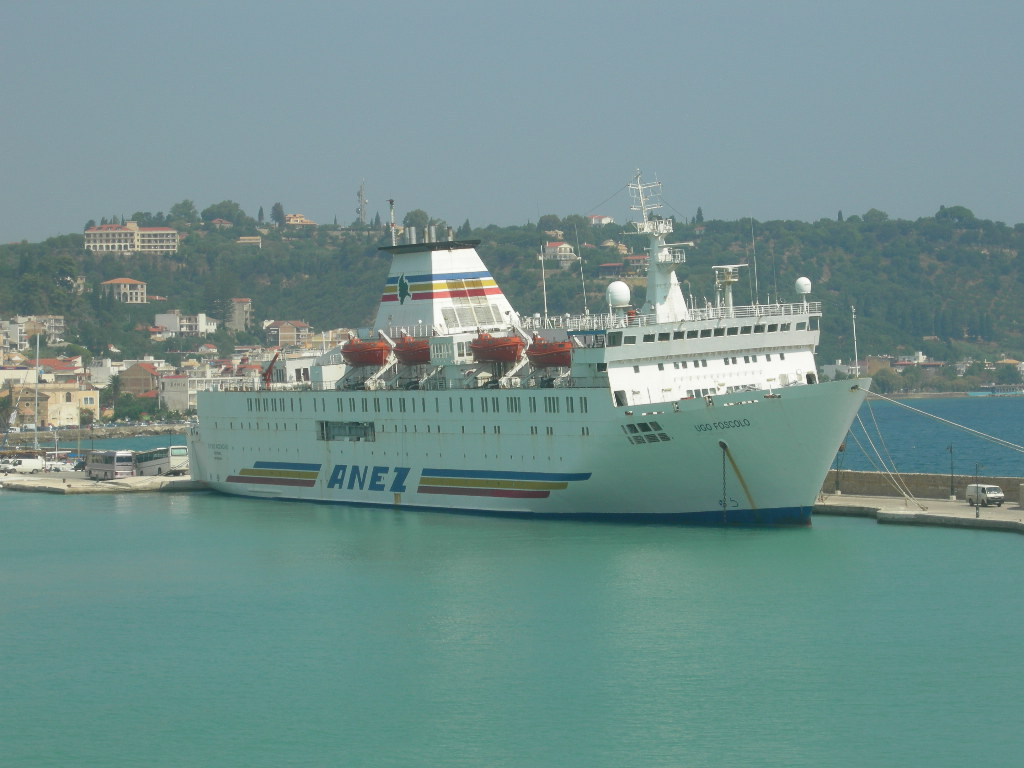
Le navire Ugo Foscolo dans le port de Zante

- A Bonaparte liberatore (À Bonaparte libérateur) (1797) ;
- Thyeste (1797), tragédie ;
- Odes (1800) ;
- A Luigia Pallavicini caduta da cavallo  (1802), ode en l'honneur d'une noble dame génoise ;
- In morte del fratello Giovanni, 1803 qui rend hommage à son frère Giovanni qui s'est suicidé en 1801[5] ;
- Les Dernières Lettres de Jacopo Ortis (1802), roman épistolaire ;
- Dei Sepolcri (Les Tombeaux) (1807) ;
- Ajax et Ricciarda (1811), tragédie ;
- Les Grâces (1815).

Ses Œuvres complètes et ses Lettres ont été publiées à Florence, 1850-1851.

### En français
- I sepolcri ed altre poesie / Les Tombeaux et autres poèmes, trad. et présenté par Michel Orcel, Coll. Villa Médicis, Académie de France à Rome, 1982.
- Le Sixième Tome du Moi, trad. et présenté par Michel Orcel, L'Alphée, Paris, 1984.
- L'Ultime Déesse, traduit de l'italien et présenté par Michel Orcel, Éditions de la Différence, Paris, 1989.

Il a également été traduit par :
– Alexandre de La Motte-Baracé, 1814 ;
– Auguste Trognon, 1819.

## Source partielle
- Le texte anglais reprend des passages de l'Encyclopedia Britannica, 11e édition (1911)